# 塔吉克斯坦行政区划
塔吉克斯坦行政区划包括三个州、一个区和一个首都直辖市（括号内为首府）：
1. 索格特州（苦盏）
2. 国家直辖区
3. 杜尚别
4. 哈特隆州（库尔干秋别）
5. 戈尔诺-巴达赫尚自治州（霍罗格）